# Bossuhuizen

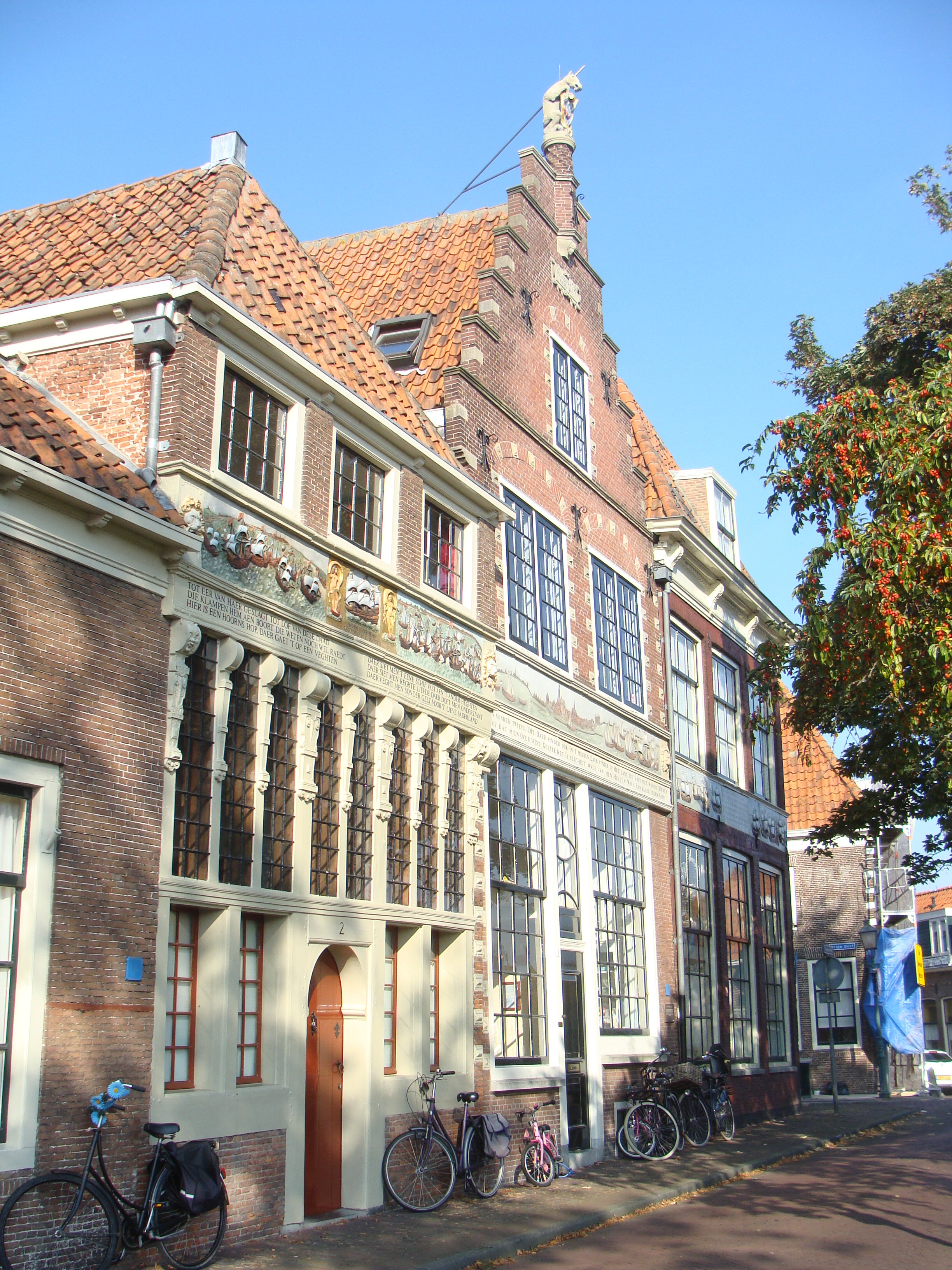
Bossuhuizen

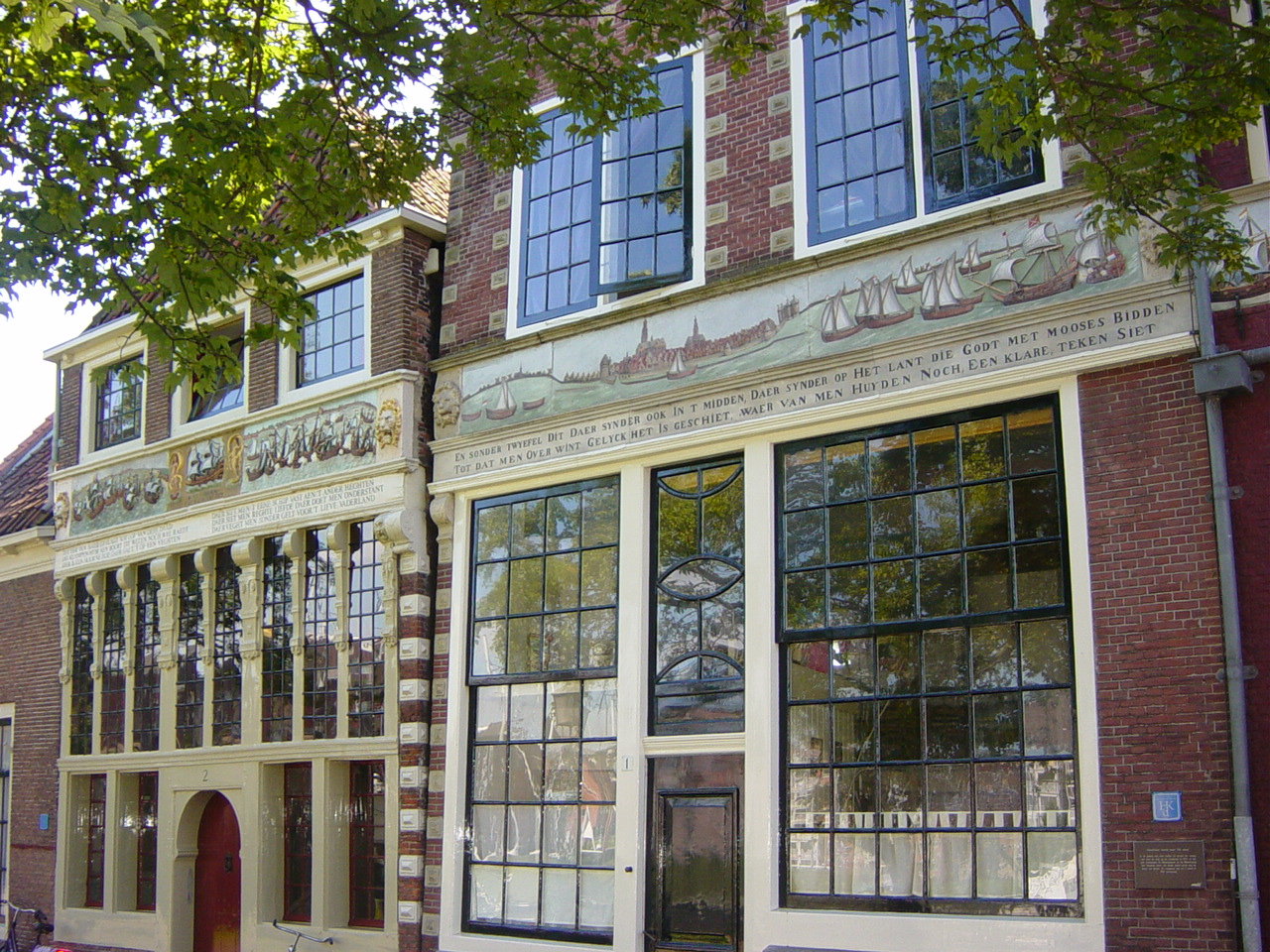
Bossuhuizen

De Bossuhuizen zijn drie aangrenzende huizen aan de Slapershaven in de West-Friese stad Hoorn.
De gevelstenen van deze 17e-eeuwse huizen zijn als een stripverhaal: ze vertellen over de slag op de Zuiderzee die de West-Friezen in 1573 hebben geleverd tegen de Spaanse vloot van admiraal Bossu. De West-Friezen versloegen hier de vloot met een eigen vloot van kleine wendbare bootjes en namen Bossu gevangen.

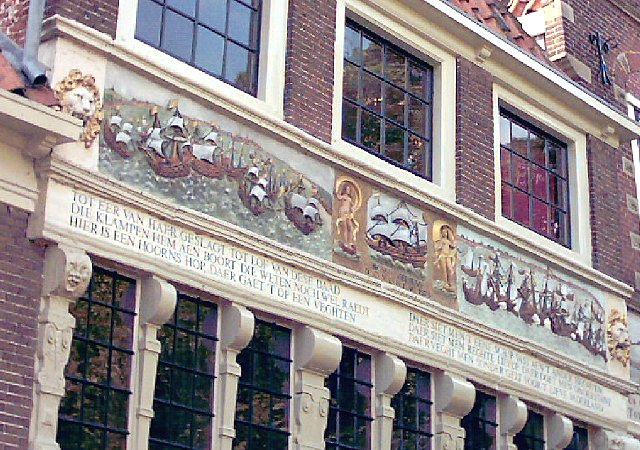
Een van de gevelstenen

Mede om deze reden slaagde de hertog van Alva er niet in Noord-Holland te veroveren. Op de gevelstenen worden de West-Friezen afgebeeld als de mannen Israëls zoals die streden tegen de Bijbelse krijgsheer Amalek.
De slag tegen Bossu wordt uitgebreid beschreven in de Chronijck van de Stadt van Hoorn van Theodorus Velius uit 1604.
De huizen zijn ingeschreven in het rijksmonumentenregister onder de nummers 22410, 22574 en 22575.